# Rudolf Allmann (Kristallograph)
Rudolf Allmann (* 19. Februar 1931 in Kötzschau) ist ein deutscher Kristallograph.

## Leben
Allmann wuchs in Wettelrode auf und legte in Sangerhausen 1949 das Abitur ab. 1949 bis 1952 studierte er in Halle (Saale) Chemie und Mathematik auf Lehramt und unterrichtete danach. 1955 bis 1959 studierte er in Marburg. Dort kam er mit der Kristallographie in Berührung und begann mit einer Dissertation bei Erwin Hellner. 1961 folgte er Hellner an das Mineralogische Institut der Universität Kiel, wurde aber von der Universität Marburg promoviert mit der Kristallstrukturanalyse einer Jodadditionsverbindung. 1964 folgte er Hellner zurück an den Lehrstuhl für Mineralogie an der Universität Marburg. Nach einem Aufenthalt an der Johns Hopkins University in Baltimore 1966–1967 habilitierte er sich in Marburg 1968. Die Habilitationsschrift beschäftigte sich mit Doppelschichtstrukturen mit brucitähnlichen Schichten. 1970 wurde er zum Professor ernannt und arbeitete bis zu seinem Ruhestand 1996 am Institut für Mineralogie, Petrologie und Kristallographie der Universität Marburg.
Allmann bestimmte über 100 Kristallstrukturen verschiedener Substanzen und beschäftigte sich auch mit den Grundlagen der Kristallstrukturbestimmung und der Messtechnik sowie den Grundlagen von Strukturen. Auch veröffentlichte er ein Buch über Röntgenpulverdiffraktometrie.
Nach seinem Ausscheiden aus dem aktiven Dienst widmete er sich in jahrelanger Arbeit der kritischen Revision und Erweiterung der Inorganic Crystal Structure Database (ICSD). Insbesondere für diese Arbeit verlieh ihm die Deutsche Gesellschaft für Kristallographie 2009 die Will-Kleber-Gedenkmünze.

## Auszeichnungen
- Max-Berek-Preis der Deutschen Mineralogischen Gesellschaft 1970[2]
- Will-Kleber-Gedenkmünze für besondere Leistungen in der strukturorientierten Kristallographie der Deutschen Gesellschaft für Kristallographie 2009[1]